# 板信商業銀行
板信商業銀行（ばんしんしょうぎょうぎんこう）は、台湾の新北市板橋区に本社のある商業銀行である。前身は1957年4月25日に設立の「板橋信用合作社」である。
1997年9月29日に「高雄市第五信用合作社」を合併し、翌日に商号を「板信商業銀行」として商業銀行へ昇格した。その後は各地へ支店網を拡大させ、2005年3月7日には「嘉義第一信用合作社」を合併し、嘉義市への支店網を拡大させた。
2014年7月21日に「台北市第九信用合作社」を吸収合併した。